# Valzer
Valzer é um filme italiano de 2007, de gênero dramático, dirigido pelo cineasta Salvatore Maira e apresentado ao 64° Festival de Veneza.

## Sinopse
Assunta, jovem empregada de um Hotel de luxo, conduz uma vida ordinária. Um dia, no Hotel, tem uma reunião da Federcalcio para enfrentar os escándalos. Aparece um homem, pai de Lucía, amiga de Assunta que sumiu dez anos atraés. Ele è recem saido de prisão. Entre o homem e Assunta vai nascer uma amizade onde cadaum acharà ternura e esperança pelo futuro.